# 56e régiment d’infanterie

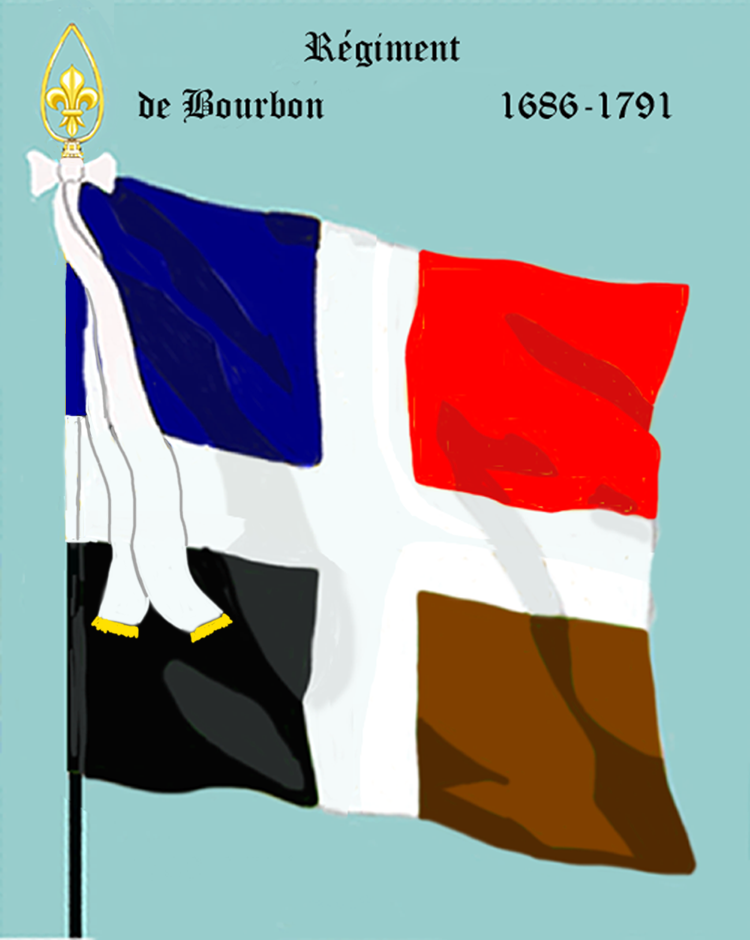
Ordonnanzfahne bis 1791

Das 56e régiment d’infanterie (56e RI) war ein Infanterieverband der französischen Armee. Vor der Einführung der Nummerierung der Regimenter am 1. Januar 1791 führte es in der königlich französischen Armee zuletzt den Namen Régiment de Bourbon. Nach zahlreichen Umgliederungen wurde es mit der vorläufigen Niederlage Frankreichs 1940 endgültig aufgelöst.

## Aufstellung und signifikante Änderungen
- 1635: Aufgestellt als Régiment d’Enghien (auch: Enguyen).
- 1650: Kassiert[1]
- 1651: Rehabilitiert
- 1651: Zweite Kassation
- 1659: Zweite Rehabilitierung
- 1686: Umbenennung in Régiment de Bourbon.
- 1791: Umbenennung in 56e régiment d’infanterie.

- 1793: Erste Heeresreform Das Regiment wurde als 1er bataillon „ci-devant Bourbon“ zur 111e demi-brigade de bataille und als 2e bataillon „ci-devant Bourbon“ zur 112e demi-brigade de bataille abgestellt. Damit endet der zunächst der Regimentsverband und auch die Traditionslinie

- 1803: Umbenennung der „56e demi-brigade d’infanterie de ligne“[2] in 56e régiment d'infanterie de ligne (de facto Weiterführung der Regimentstradition)

- 1815: Légion de la Seine-et-Marne.
- 1820: Umbenennung in 56e régiment d’infanterie de ligne.
- 1870: Umbenennung in 56e régiment d’infanterie.
- 1870: Umbenennung in 56e régiment provisoire d’infanterie. (Provisorisches Infanterieregiment)
- 1882: Umbenennung in 56e régiment d’infanterie.
- 1914: Bei der Mobilisation wurde aus dem Bestand das 256e régiment d’infanterie als Reserveregiment aufgestellt
- 1923: Auflösung (Die Tradition wurde vom 134e régiment d’infanterie de ligne fortgeführt.)
- 1939: Wiederaufstellung als 56e régiment d’infanterie.
- 1940: Nach dem Waffenstillstand von Compiègne demobilisiert

## Uniformierung

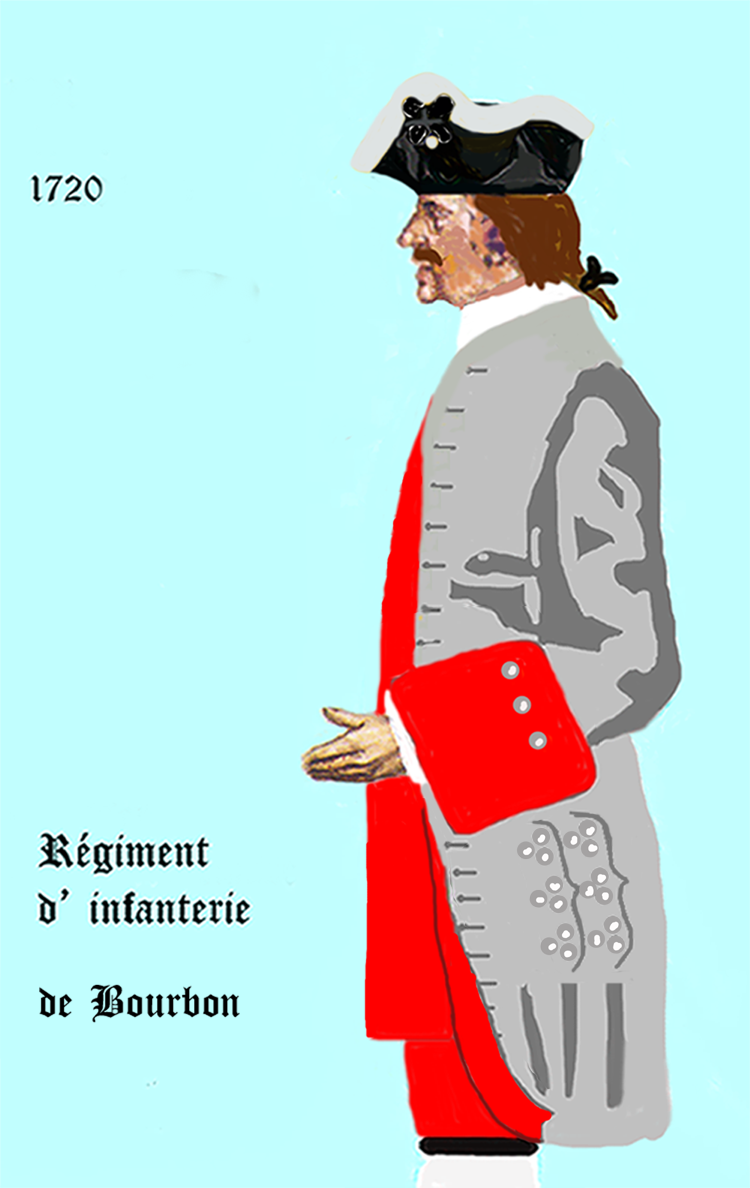
1720–1734
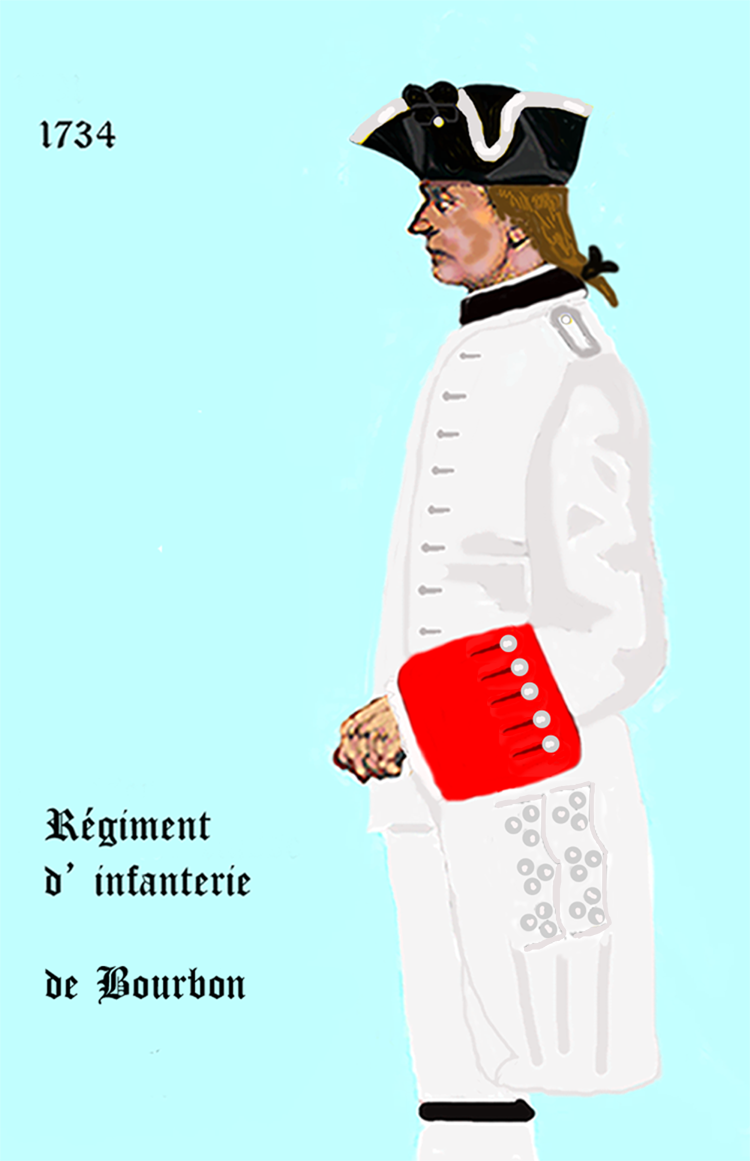
1734–1757
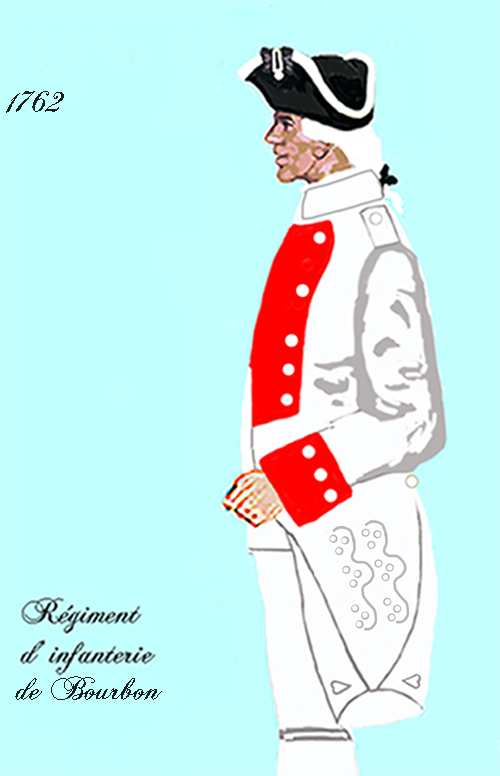
1762–1776
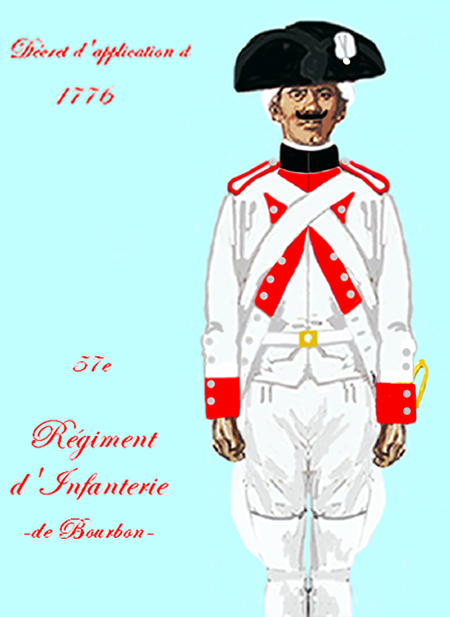
1776–1779

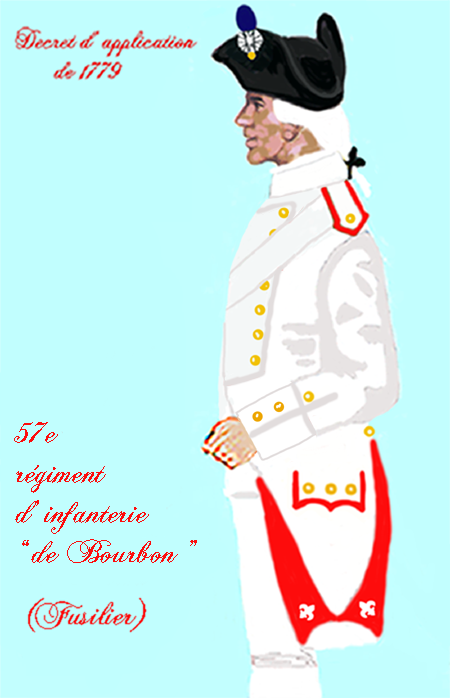
1779–1791
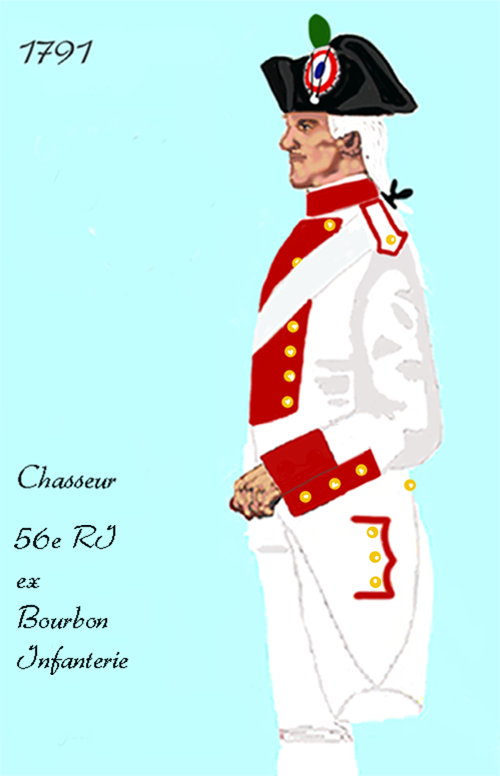
Uniform des 56e régiment d’infanterie de ligne 1791–1792
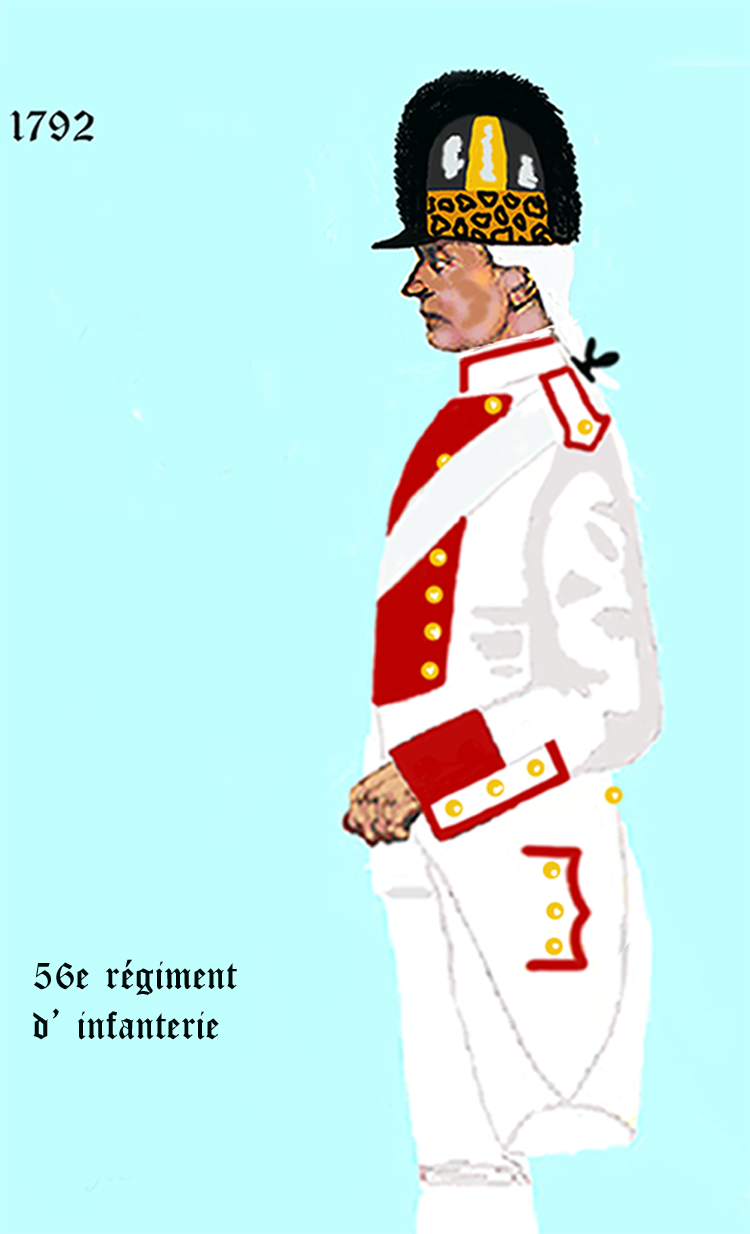
1792

## Mestres de camp/Colonels
Mestre de camp war von 1569 bis 1661 und von 1730 bis 1780 die Rangbezeichnung für den Regimentsinhaber und/oder für den mit der Führung des Regiments beauftragten Offizier. Die Bezeichnung „Colonel“ wurde von 1721 bis 1730, von 1791 bis 1793 und ab 1803 geführt.
Nach 1791 gab es keine Regimentsinhaber mehr.
Sollte es sich bei dem Mestre de camp/Colonel um eine Person des Hochadels handeln, die an der Führung des Regiments kein Interesse hatte, so wurde das Kommando dem „Mestre de camp lieutenant“ (oder „Mestre de camp en second“) respektive dem Colonel-lieutenant oder Colonel en second überlassen.
- Louis II. de Bourbon, prince de Condé, Regimentsinhaber von 1635 bis 1646.
- Maréchal de Montmorency-Laval (Dreimal an der Spitze seines Regiments verwundet.)
- 1806: Colonel Louis Thomas Gengoult (später Général de division)
- Maréchal Jean Lannes (Gefallen in der Schlacht bei Aspern).
- 1870 : Colonel Ména
- 1870 : Lieutenant-colonel Billot
- 1889 : Colonel Eugène Revin.

## Einsatzgeschichte
- Dreißigjähriger Krieg
- Fronde 1649–1653
- Devolutionskrieg 1667–1668
- Holländischer Krieg 1672–1678
- Reunionskrieg

Belagerung von Luxemburg 1683–1684
- Pfälzischer Erbfolgekrieg 1688–1697
- Spanischer Erbfolgekrieg 1701–1714
- Polnischer Erbfolgekrieg (in Italien 1733–1735)

Schlacht bei Parma und Schlacht bei Guastalla
- Österreichischer Erbfolgekrieg 1740–1748
- Siebenjähriger Krieg 1756–1763

### Kriege der Revolution und des Empire
- 1792–1794: Französisch-Österreichischer Krieg
- 1793–1797: Erster Koalitionskrieg

- 1805: Dritter Koalitionskrieg
  - Schlacht bei Caldiero
- 1807: Feldzug in Polen
- 1808–1809: Spanischer Unabhängigkeitskrieg
- 1809: Feldzug in Deutschland und Österreich
- 1812: Russlandfeldzug 1812
- 1813: Feldzug in Deutschland
  - Völkerschlacht bei Leipzig
- 1814: Feldzug in Frankreich
- 1815: Feldzug in Belgien, Schlacht bei Waterloo

### 1815–1848
- 1826–1828: Feldzug in Spanien
- 1841–1848: Eroberung von Algerien

### Zweites Kaiserreich
- 1856–1859: Befriedung von Algerien
- 1859: Sardinischer Krieg – Feldzug in Norditalien
- 1870–1871: Deutsch-Französischer Krieg

Am 1. August 1870 war das 56e régiment d’infanterie der „Armée du Rhin“ zugeteilt.
Zusammen mit dem 1er bataillon de chasseurs (1. Jägerbataillon zu Fuß) unter Commandant Bureau und dem 3e régiment de zouaves (3. Zuavenregiment) von Colonel Bocher, bildete das 56e RI die 1er brigade d’infanterie (1. Infanteriebrigade) unter Général Fraboulet de Kerléadec. Diese 1. Brigade bildete zusammen mit der 2. Brigade (Général Lacretelle), zwei Artilleriebatterien zu je vier Geschützen Canon de 4 modèle 1858, einer Mitrailleusenbatterie und einer Pionierkompanier die 4e division d’infanterie (4. Infanteriedivision) unter dem Kommando von Général de division De Lartigue. Die Division war Teil des 1er corps d’armée (1. Armeekorps) von Maréchal de Mac-Mahon, Duc de Magenta.
- 3. August 1870: Garnison in Strasbourg.
- 5. August 1870: die 4. Division rückte auf Eberbach vor und besetzte die die Höhen nordöstlich von Niederwald gegenüber von Bruck-Mühle.
- 6. August 1870: Schlacht bei Wörth.
- 7. bis 14. August 1870: Rückzug auf Châlons.

Am 17. August 1870 wurde das Regiment der Armée de Châlons zugewiesen.
Mit dem 1er bataillon de chasseurs unter Capitaine Briatte und dem 3e régiment de zouaves von Colonel Bocher, bildete das 56eRI die 1er brigade unter Général Fraboulet de Kerléadec. Zusammen mit der 2. Brigade von Général Carray de Bellemare, zwei Artilleriebatterien zu je vier Geschützen, einer Mitrailleusenbatterie und einer Pionierkompanier die 4e division d’infanterie (4. Infanteriedivision) unter dem Kommando von Général de division De Lartigue. Die Division unterstand dem 1. Armeekorps von Général de division Ducrot.
- 31. August 1870 : Schlacht bei Sedan.

### 1870 bis 1914
- Dezember 1870: In Langres wurde das 2e bataillon des 56e régiment provisoire d’infanterie (56. Provisorischen Infanterieregiment) aufgestellt.
- 16. Dezember 1870: Gefecht bei Longeau
- 1900 : Garnison in Chalon-sur-Saône

### Erster Weltkrieg
- Zum Zeitpunkt der Mobilmachung war Chalon-sur-Saône die Garnison. Zugeteilt war das Regiment der „29e brigade d’infanterie “in der „15e division d’infanterie“ des „8e corps d’armée“.

- 1914:

Gefecht bei Sarrebourg
Gefechte bei Gosselming und Saint-Jean-de-Bassel
Schlacht bei Mortagne (Vosges)
- 1915: Stellungskämpfe bei La Louvière in der Woëvre-Ebene.
- Juli–August 1916 : Schlacht um Verdun
- 1917: k. A.
- 1918: Kämpfe in der Champagne, und der Picardie

8. – 10. Oktober: 2. Schlacht bei St. Quentin.
Im Jahre 1918 erfolgte die Auszeichnung als „Régiment d’élite.“

### Zweiter Weltkrieg
Am 7. September 1939 wurde das Regiment durch das CMI n°82 (Centre Mobilisateur d’Infanterie – Infanterie-Mobilisierungszentrum) in Mâcon auf den Kriegszustand gebracht. Es stand zunächst unter dem Befehl von Lieutenant-colonel Bourquin, dann ab dem 10. Juni 1940 unter dem Befehl von Commandant Chauveau de Quercise und gehörte zur 16e division d’infanterie (16. Infanteriedivision) in der übergeordneten „8e région militaire“ (8. Militärregion) in Dijon. Das Regiment bestand aus drei Infanteriebataillonen zu je vier Kompanien und einer 13. Pionierkompanie.
Von Februar bis Mai 1940 lag die Einheit im Bereich der Maginot-Linie bei Haguenau.
Vom 24. Mai bis zum 9. Juni 1940 stand die 16. Infanteriedivision in Abwehrkämpfen beim Dorf Saint Fuscien. Der Abschnitt des 56e RI lag an Straße (Grande route) Amiens-Paris.
Am 26. Juni 1940 wurden die noch verbliebenen Reste der Division in der Region von Beaumont-du-Périgord gesammelt und anschließend demobilisiert.
Das Regiment wurde danach nicht wieder aufgestellt.

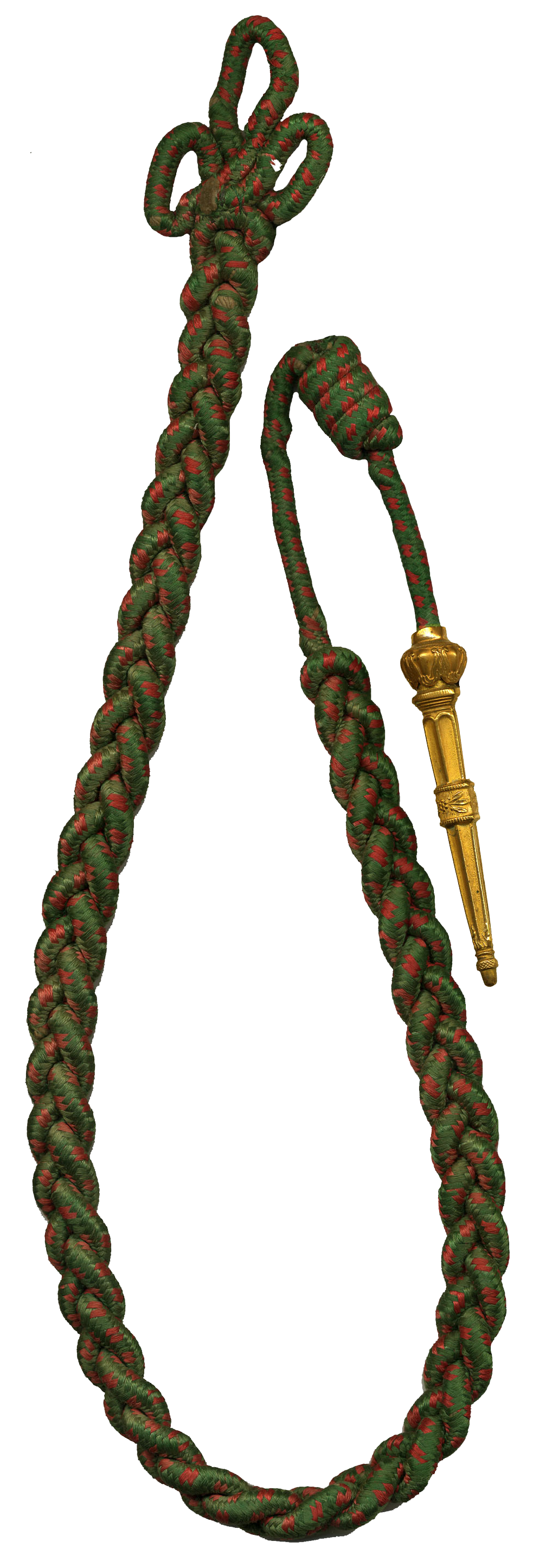
Fourragère des Croix de guerre 1914–1918

### Regimentsfahne des 56eRI
Auf der Rückseite der Regimentsfahne sind (seit Napoleonischer Zeit) in goldenen Lettern die Feldzüge und Schlachten aufgeführt, an denen das Regiment ruhmvoll teilgenommen hat.

## Auszeichnungen
Das Fahnenband ist mit dem Croix de guerre 1914–1918 mit zwei Palmenzweigen und der Goldmedaille der Stadt Mailand dekoriert.
Die Angehörigen des Regiments haben das Recht, die Fourragère in den Farben des Croix de guerre 1914–1918 zu tragen.

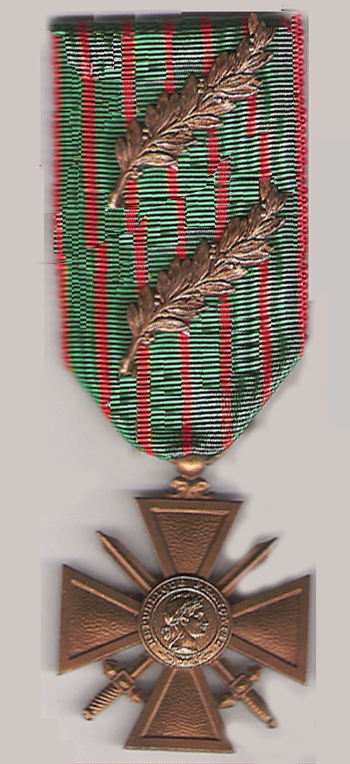
Croix de guerre 1914–1918
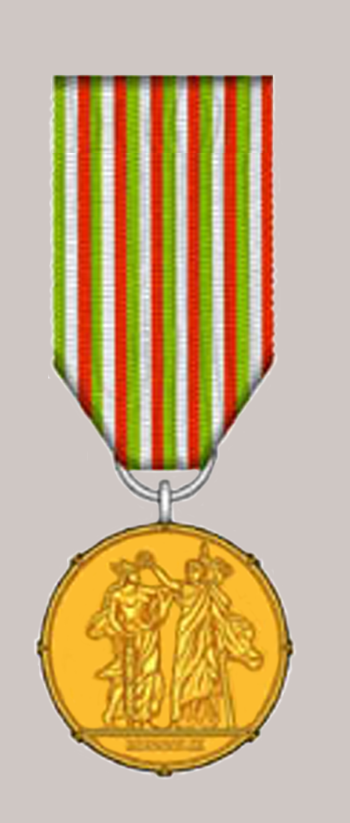
Médaille d'or de la ville de milan